# 寺社連続油被害事件
寺社連続油被害事件（じしゃれんぞくあぶらひがいじけん）は、2015年春から2017年にかけて近畿地方を中心とした全国地域で、相次いで寺社の国宝や重要文化財などに油などの液体が撒かれ汚損された事件。
各地の警察は文化財保護法違反、器物損壊、建造物損壊 などの疑いで捜査を行っており、2015年6月1日に米国在住の韓国のキリスト教系宗教団体の韓国系日本人教祖の容疑者に対し逮捕状が発付され、同年9月10日には日本の外務省から旅券返納命令が下され、10月14日付でパスポートが失効となったことが判明している。
また2016年にも奈良の三ヶ所の寺社で同様の事件が発生し、2017年には京都・奈良・沖縄・大阪・東京で発生しており、4月13日の東京・明治神宮の事件では油のような液体を散布した容疑で既に日本から出国していた朝鮮族の中国籍の女2人に逮捕状が発布された。

## 事件の概要
| 奈良県   | 19件 | 飛鳥寺、長谷寺、橿原神宮、 春日大社、東大寺、唐招提寺など |
| 京都府   | 5    | 二条城、東寺、八坂神社など                                |
| 山形県   | 5    | 慈恩寺、出羽三山神社など                                  |
| 東京都   | 4    | 心光院など                                                |
| 千葉県   | 3    | 香取神宮、成田山新勝寺など                                |
| 兵庫県   | 2    | 保久良神社など                                            |
| 茨城県   | 1    | 鹿島神宮                                                  |
| 群馬県   | 1    | 尾曳稲荷神社                                              |
| 神奈川県 | 1    | 江島神社                                                  |
| 新潟県   | 1    | 彌彦神社                                                  |
| 福井県   | 1    | 永平寺                                                    |
| 静岡県   | 1    | 三嶋大社                                                  |
| 滋賀県   | 1    | 都久夫須麻神社                                            |
| 和歌山県 | 1    | 粉河産土神社                                              |
| 香川県   | 1    | 金毘羅神宮                                                |
| 大分県   | 1    | 宇佐神宮                                                  |

### 被害の発覚
2015年4月4日以降、近畿地方を中心とした各地の寺社で油状の液体が重要文化財や国宝などにふり撒かれて汚損される事件が報道され始めた。油状の液体は、ペットボトルのようなものから撒かれたり、スプレーのようなもので吹き付けられるなどしている。全国各地に被害が広がっていることから、模倣犯による悪質ないたずらの可能性も指摘されていた。
文化庁は4月8日、文化財の防犯態勢強化を求める通知を都道府県教育委員会に出しており、下村博文文部科学相(当時)は「大変遺憾だ。防犯設備の設置や汚損（修理）に対し、必要に応じて補助したい」、「引き続き所有者に注意喚起していきたい」と声明を発表したが、その後も各地で続発し、5月29日時点の警察庁まとめでは、被害は16都府県、48箇所に及んだ。

### 2015年発生事件

#### 2015年発生事件被疑者への逮捕状
2015年5月22日、2015年中に発生した事件に対し、在日韓国人の両親のもとに生まれ韓国から日本に帰化した男によって2013年5月に設立された韓国のキリスト系宗教教団インターナショナル・マーケットプレイス・ミニストリーが関係していることが捜査で浮上。
6月1日、香取神宮の被害に関して、ニューヨーク在住のキリスト教系宗教団体の創始者とされる韓国系日本人男性産婦人科医師に対し、建造物損壊容疑で逮捕状が取られた。男は信者向けの集会において、2013年夏頃から中国地方や九州地方の城や神社で「精霊様 の命令で清めるため」、「お清め」と称して油（ヒソップ由来の香油）をまく行為をしたことを発言したとされる。警察によると、48箇所全ての関連はわかっていないが、香取神宮や奈良県内の寺の防犯カメラには、当該の男とよく似た男が映っていたとされ、男がアメリカから帰国次第、逮捕する方針である。男は、韓国のキリスト教系宗教団体の教祖が創立した都内の教会でキリスト教に出会ったという。男は帰化後、17歳の時に韓国のキリスト教系宗教教団で洗礼を受けていた。また、男はホームページ上で日本全国の寺社に油を掛けたことを語るだけでなく、YouTubeでも「油を注いで清めた」と語っていた。

#### 当該キリスト教団による行為の宗教的意味
2013年5月に行われた決起集会にて、容疑者は日本の社寺には悪霊などがついているとして油を注ぐことで清めたと説明している。また、東日本大震災は「天のお父さまのみ心」であるとして、地震で倒壊した鹿島神宮をスクリーンに投影して「本当に日本の君の首が折れたんだ。アーメン」、「油で清め、日本人の心を古い慣習から解放する」、「仏像など徹底的に偶像を破壊して下さい」と趣旨説明と呼びかけを行った。
キリスト教では、病者の塗油や香油の女に表れるように香油を用いることは祝福の意味合いがあり、転じて穢れを祓う解釈もされるが、今回の事件をうけ多くのキリスト教関係者が「聖書と関係ない行為」と非難を表明している。

### 2016年から2017年発生事件
2015年の一連の事件に引き続いて、2016年後半から2017年にかけて各地の神社仏閣などの建造物に油のような液体がかけられる被害が相次いでいたが、2017年4月13日、警視庁は同月に明治神宮の鳥居や門に液体がかけられていた事件で、既に日本から出国している40代の朝鮮族の中国籍の女性2名に容疑者として逮捕状を発布し全国指名手配した。

## 被害の経緯

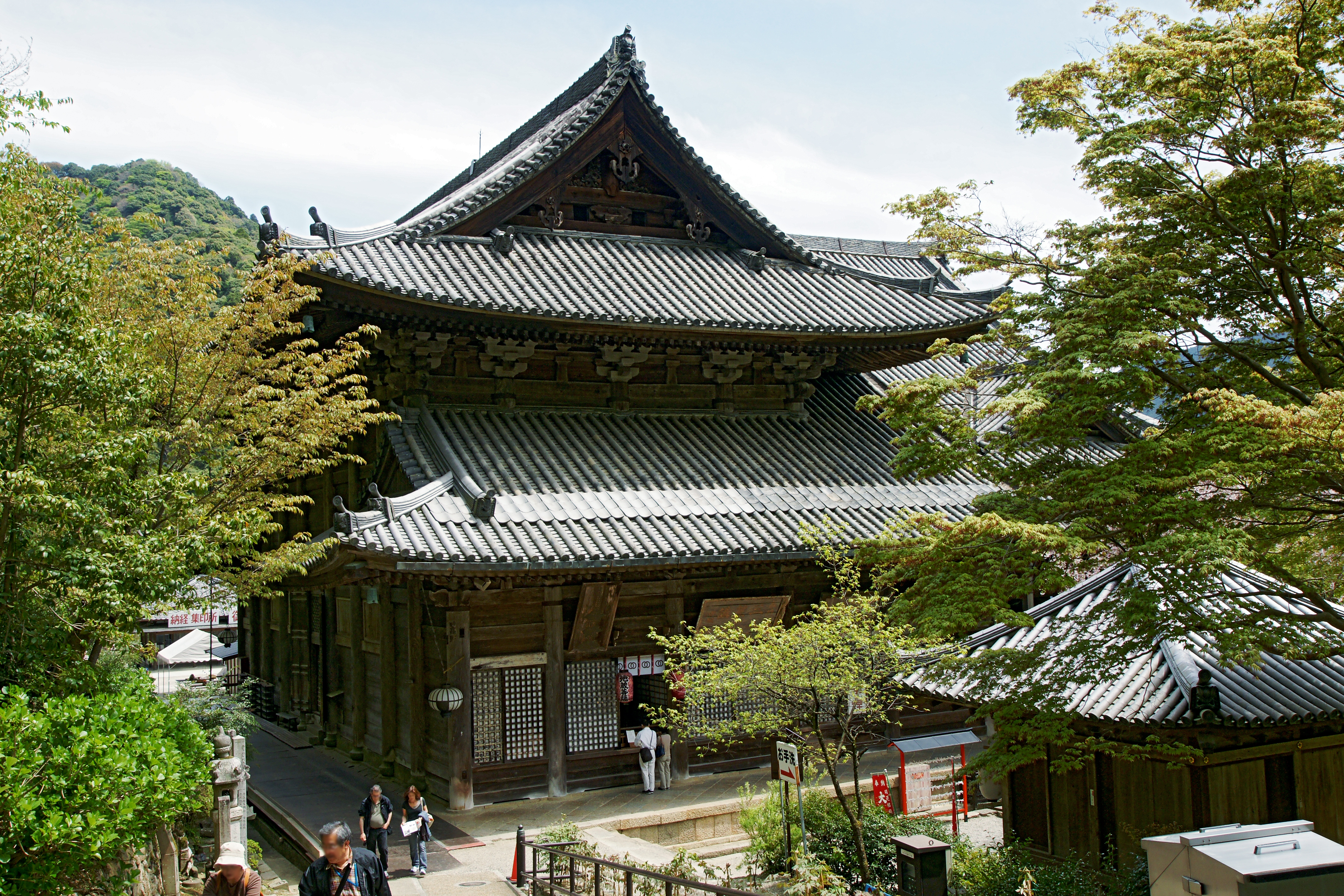
長谷寺本堂

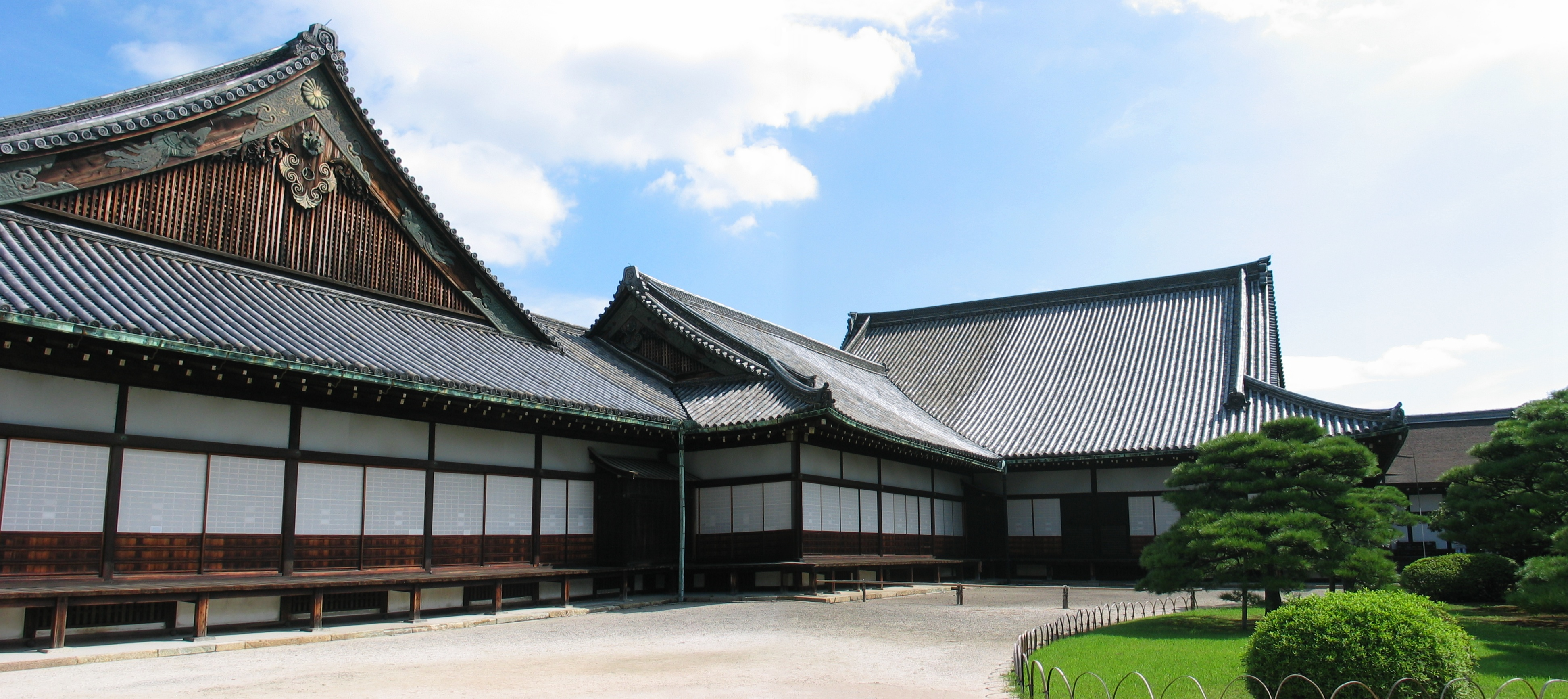
二条城二の丸御殿

### 2015年発生

#### 4月4日から4月10日
- 4月4日 - 奈良県の長谷寺（本堂・国宝）や明日香村の岡寺で被害が確認された[13]。同日、京都市にある世界遺産の西芳寺で、茶室に保管していた阿弥陀如来像1体がなくなり、京都府警が窃盗容疑で捜査を行っている[29]。
- 4月6日 - 奈良県の橘寺と飛鳥寺で被害が確認された[30]。
- 4月7日 - 京都市の二条城（国宝・二の丸御殿、被害自体は2月12日[14]）、奈良県明日香村の飛鳥坐神社で液体が撒かれているのが判明した[14][31]。二条城の被害は御殿廊下の床板や建具など20か所に及んだ[32]。二条城の油は機械油と特定され、他の事例とは異なることが明らかになった[33]。
- 4月8日 - 奈良県の世界遺産の金峯山寺の本堂（国宝）、東南院、橿原市の久米寺で被害が確認された。被害は奈良県内の5社寺となった[34]。また當麻寺でも国宝の当麻曼荼羅厨子の壇に被害が確認されている[35]。
- 4月9日
  - 京都市の世界遺産東寺にて国宝の御影堂や重要文化財の灌頂院東門で被害が確認された（被害自体にあったのは3月下旬とのこと[36]）。また、奈良県の橿原神宮でも被害が確認され、被害に遭ったのは京都府（2箇所）、奈良県（10箇所）の計12箇所となった[37][38][39]。
  - 奈良県の安倍文殊院でも同様の被害が確認されたことが判明。鹿島神宮（茨城県）、香取神宮（千葉県）、金刀比羅宮（香川県）でも確認され、被害は5府県16箇所となった[40]。
- 4月10日
  - 奈良県の世界遺産東大寺で南大門（国宝）、大仏殿（国宝）が油被害に遭っていたのが確認された[41]。
  - 奈良県では談山神社、信貴山朝護孫子寺、狸谷山不動院でも被害が確認された。被害は5府県20か所となった[41][42]。
  - 大和郡山市の松尾寺の本堂（重要文化財）でも被害を確認、油状液体の跡から柑橘系の匂いがすることがわかっており、桜井市長谷寺など7寺社の液体が、同じ種類の可能性が高いことを明らかにされた。奈良県警は分析を進めるとしている[43]。
  - 静岡県三島市の三嶋大社（重要文化財）本殿でも被害が確認された[44][45]。

#### 4月11日から4月20日
- 4月11日 - 奈良県の世界遺産春日大社の南門（重要文化財）と唐招提寺の金堂（国宝）で被害が確認された。また、奈良県桜井市の普門院でも被害が確認された。被害は6府県の27箇所となった[3]。
- 4月12日 - 京都市の八坂神社と淡路島の伊弉諾神宮での被害が発覚した。八坂神社の被害は12日朝、被害に警備員が気付き通報、伊弉諾神宮の被害は2月下旬から3月下旬に複数の職員が見つけたもので、宮司が12日に通報した。また、既に被害にあっていた京都市の東寺と香川県の金刀比羅宮では新たに被害箇所が見つかったことが発表された。金刀比羅宮のものは9日時点ではなかった、新規の被害であることが確認されている[4]。被害は7府県、29寺社、城となった[46]。
- 4月13日
  - 奈良市の薬師寺の薬師寺孫太郎稲荷神社の社殿の階段で油のようなものがかけられた痕跡が見つかった[47]。また明日香村の橘寺本堂が2回目の被害に遭ったと発表された[48]。

被害は7府県30か所（奈良県19か所、京都府4か所、千葉県3か所、茨城県、静岡県、兵庫県、香川県が各1か所）となった。
- 4月14日
  - 滋賀県琵琶湖の竹生島にある都久夫須麻神社で、国宝に指定されている本殿の階段などに液体の染みがみつかり、被害届が出された。被害は宮司が昨年10月に見つけていたものだという[50]。
  - 奈良県警は模倣犯による犯行の可能性があるとして計65人の専従捜査班を立ち上げた[51]。
- 4月15日
  - 神戸市東灘区の保久良神社や兵庫県淡路市の伊弉諾神宮で被害が確認された。伊弉諾神宮の被害は12日に続き、2度めとなった[52]。
  - 奈良県警は県内で発見された被害19寺社のうち、14寺社で検出された液体は4種類に分類されたとの分析結果を発表した。ただし、油かどうかも含め詳しい成分の特定には至っていない[51]。
  - 新潟県警は国の登録有形文化財になっている同県の彌彦神社の拝殿など7カ所に何らかの液体がまかれていたと公表。神社によると、油のような臭いがしたという。被害は9府県33か所に拡大した[53]。
- 4月16日 - 福井県の曹洞宗大本山永平寺にて宝物殿「瑠璃聖宝閣」の木製扉周辺に、液状のものがかけられているのが見つかった。県警は建造物損壊容疑で捜査を行うとともに各地で発生している事件との関連も調べるとしている[54]。
- 4月20日 - 和歌山県、粉河稲荷神社で油のような液体が床などにまかれる被害が確認された。和歌山県での被害の確認は初めてとなる[55]。

#### 4月23日から4月30日
- 4月23日 - 警察庁の22日時点での集計で被害が11府県35か所に及んでいることが公表された[56]。
- 4月26日 - 大分県の宇佐神宮の境内にある亀山神社のさい銭箱付近に、油がかけられたような跡があるのを同神宮の男性職員が見つけ、警察に通報された。県警は器物損壊の疑いもあるとみて調べている[57]。警察の鑑定の結果、油成分は検出されなかった[58]
- 4月27日 - 京都府の世界遺産、清水寺の本堂（国宝）で、新たに油のような染みが確認された[59]。
- 4月28日 - 山形県鶴岡市の善寳寺で本堂など8か所に液体がまかれたような染みが見つかり、建造物損壊事件として警察が調べている。東北初の被害となる。警察庁によると被害は13府県、38か所に拡大[60][61]。
- 4月29日
  - 神奈川県江の島の江島神社でも4か所で、油がまかれたとみられる跡が見つかった。器物損壊事件として調べられている[62]。
  - 山形県鶴岡市の出羽三山神社の東照社や羽黒山五重塔（国宝）など11施設でも液体がまかれたような染みが発見された[63][64]。また、天童市の若松寺観音堂（重要文化財）でも染みが発見されている[64]。
- 4月30日 - 山形県山形市の立石寺の7つの建物で、油のような液体がかけられた跡が発見された[65]。

#### 5月

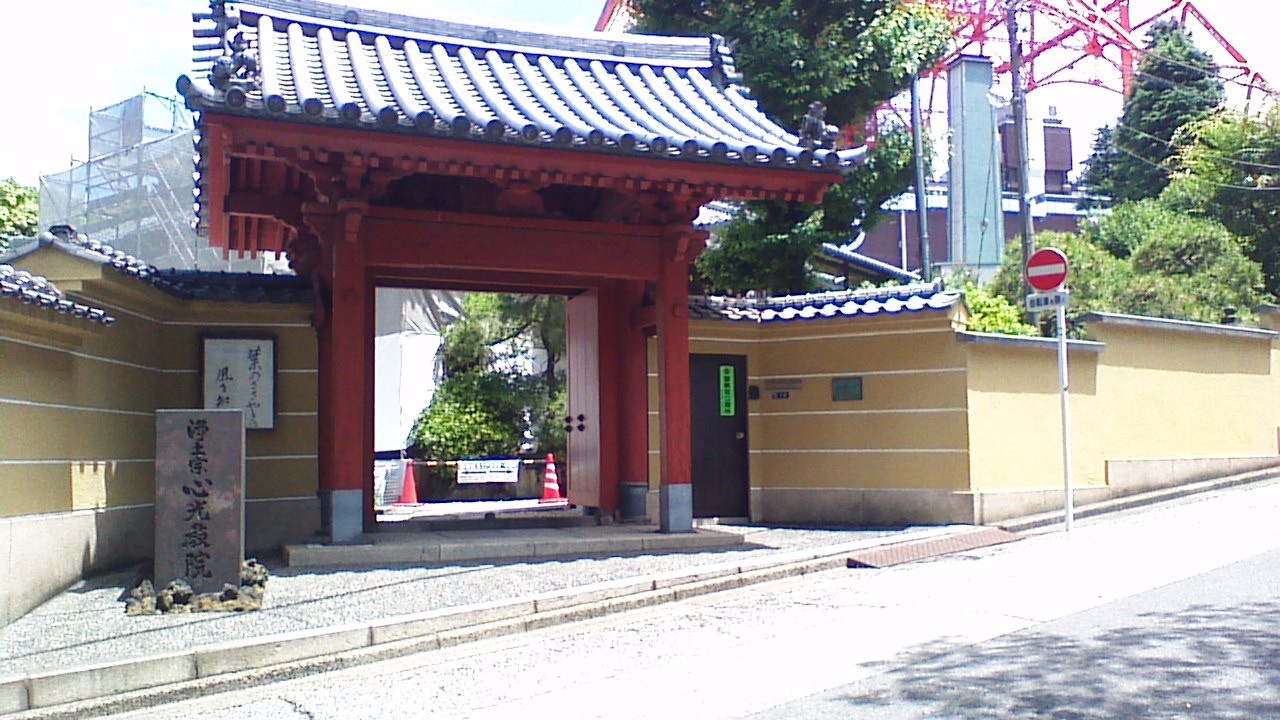
心光院表門の汚れは無事に落とされた

- 5月1日 - 山形県寒河江市の慈恩寺で本堂など5か所で液体がまかれたような染みが発見された[66]。
- 5月8日
  - 東京都港区の心光院表門（登録有形文化財）に液体がかけられているのが発見された[67]。
  - 群馬県館林市の尾曳稲荷神社でも、社殿の柱や横板に液体がかけられた跡が発見されている[68]。
- 5月10日 - 東京都板橋区の円福寺にある仁王立像の頭部に黒い液体がかけられているのが発見された[69]。
- 5月13日 - 東京都八王子市の神社で、建物の一部に油のような液体がかけられているのが4月下旬に発見されていたことが報道された[69]。
- 5月18日 - 東京都港区の光明寺の納骨堂で、床に液体がまかれたような染みがあるのが発見された[70]。液体は油ではなく、小動物の尿であった可能性が示唆された[71]。
- 5月29日 - 奈良県葛城市の當麻寺で仁王門に油のような液体がまかれている被害があると奈良県警が発表。当麻寺は4月8日にも被害が確認されていた[35]。

#### 10月
- 10月14日 - 京都市の華厳寺で、賽銭箱と障子に液体がかけられた痕跡が発見された[72]。

### 2016年から2017年発生

#### 2016年11月
- 11月20日 - 奈良県の興福寺で、木造千手観音菩薩立像の台座、華原磬（銅製の楽器）、木造四天王立像の一つである持国天像の台座の国宝3点や、手すり、案内板、床など十数か所に液体がかけられていることを確認。前年の一連の事件との関連性は不明[73][74]。翌日の会見では、それに加えて乾漆八部衆立像（国宝）の一つである迦楼羅像の台座、木造釈迦如来坐像（重要文化財）の台座、金剛力士像頭部の阿形像・吽形像の首の部分に染みが確認されたと発表された[75]。
- 11月21日
  - 奈良県の橿原神宮で、賽銭箱・絵馬を掛ける柱・鳥居・石灯籠など8か所に油のような液体がかけられているのが発見された[76]。
  - 奈良県の東大寺で、大仏殿内の金属製の花瓶や大仏蓮弁蓮華蔵世界図のポリカーボネート製のレプリカに液体の痕が見つかった[76][77]。

#### 2017年4月
- 4月1日
  - 京都市の下鴨神社で、重要文化財の舞殿などの26か所に液体がかけられ、染みになっているのが発見された[78][79]。
  - 奈良県の金峯山寺の本堂（蔵王堂）の正面扉や縁板など4か所に液体がかけられた痕が発見された[78]。
- 4月3日
  - 沖縄県の首里城で、守礼門・瑞泉門・漏刻門の柱や土台、万国津梁の鐘のレプリカの上部などに油のような液体が付着しているのが発見された[80]。
  - 沖縄県の旧崇元寺の5か所の門の木製扉に、油のような液体が付着しているのが発見された[81]。
- 4月4日
  - 東京都渋谷区の明治神宮で、第2鳥居・第3鳥居・祓舎・南神門の4か所の柱に油のような液体の染みがあるのが発見された[82]。
  - 東京都港区の増上寺で、重要文化財の三解脱門や鐘楼・本堂などに油のような液体の染みが10数か所あるのが発見された[83]。
- 4月5日 - 奈良県の金峯山寺において同月1日に4カ所の液体の跡が発見されていたが、再度詳しく調べた結果、別の正面扉の6カ所にも液体の跡があることが発見された[84]。
- 4月6日 - 大阪府大阪市の法善寺で、阿弥陀如来の石像に油のような液体の染みがあるのが発見された[85]。
- 4月15日 - 東京都台東区の浅草寺で建物の扉など10カ所に液体がかけられているのが発見された。防犯カメラには明治神宮で液体をかけた容疑で同月13日に指名手配された朝鮮族の中国籍女性2名が映っていた[86]。

## 同時期発生の油散布以外の文化財棄損

### 2015年時
- 4月14日 - 兵庫県姫路市の圓教寺では、仁王門（兵庫県指定文化財）の柵の隙間に接着剤のようなものが塗り付けられているのが発見されていたと報道された[87]。
- 4月25日
  - 栃木県の日光東照宮で白い粉がまかれているのが確認された[88]。
  - 福岡県の警固神社で、キツネの石像全4体が壊された。敷地内にある今益稲荷神社の拝殿前のキツネ像が土台から横倒しにされ、首の先が折れていたほか、別の像は首の部分だけ壊されるなどしていた。器物損壊容疑で調べられている。全国の寺社で被害が出ている油のような液体がまかれた形跡はなかった[89]。
- 5月10日 - 東京都江東区の天祖神社で、石碑に白いスプレーがかけられているのが発見されている[90]。
- 5月27日 - 京都市の西本願寺で、サインペンのようなものでの落書きが見つかった[91]。

### 2016年時
- 12月初旬
  - 福島県の須賀川市・郡山市・白河市の寺社や墓地の22箇所で、119体に上る仏像や神鏡・キツネ像などが損壊される「仏像大量破壊事件」が発生し、韓国人男性が逮捕されている[92][93]。

### 2017年時
- 4月8日 - 奈良県の橿原神宮で、外拝殿の柱に漢字4文字の人名のような文字が、先端がとがったもので刻まれているのが発見された[94]。
- 6月12日 - 群馬県桐生市梅田町の護国神社の社殿を、「暇なので何かしよう」という動機で放火し全焼させ、燃える様子をスマートフォンで録画したとして、自衛官・会社員・大学生の3人が逮捕起訴された[95][96]。
- 7月14日 - 「富士山-信仰の対象と芸術の源泉」として世界遺産に登録されている富士山で、静岡県側の須走口登山道7合目付近において本来の登山ルートとは異なる方向を示すペンキでの矢印が発見された。富士山は文化財保護法での史跡指定および国立公園法での富士箱根伊豆国立公園であるため、消去手続きに省庁間の調整に時間を要したが、8月9日になり消去作業が行われた[97]。
- 8月8日 - 奈良県の東大寺法華堂でハングルの落書きが発見された[98]。

## 事件後の文化財に関する対応
困難な修復
国宝や重要文化財など、被害にあった建造物、仏像などの染みの修復について文化財の修復専門家は「完全に修復するのは難しいだろう。早くしないと黒い染みとなって残ってしまう」と指摘している。
除染作業
被害をうけた各地で修復作業に向けた準備が始まり、原状回復が可能なものもある。
4月上旬に被害が発覚した二条城や東寺では、有機溶剤を塗り浮かび上がった油を紙で吸い取り、油を分解する薬品で染みを取ることに成功している。
国際的批判
2017年の第41回世界遺産委員会において、古都京都の文化財で（実際には古都奈良の文化財においても）発生している寺社連続油被害事件をヴァンダリズムであるとして議題に俎上し、加害者の追求と監視体制強化が求められた。